# Бразилия – Германия (Световно първенство по футбол 2014)
Футболният двубой Бразилия - Германия (известен също с резултата си като 7–1), се провежда на 8 юли 2014 г. на стадион „Минейрао“ в Бело Оризонте, Бразилия и е първият от двата полуфинални мача на Световното първенство по футбол през 2014 г. Бразилия и Германия достигат до полуфиналите без загубена среща в надпреварата. В четвъртфиналния двубой на Бразилия срещу Колумбия, нападателят Неймар е контузен, а защитникът Тиаго Силва получава втори жълт картон на турнира, което изважда и двамата състезатели от състава на Бразилия за полуфинала срещу Германия. Въпреки отсъствията, мачът се очаква да бъде оспорван, тъй като и двата тима традиционно се представят силно на световните първенства. Те имат общо осем световни титли, като преди това се срещат на финала на Световното първенство по футбол 2002, където Бразилия печели с 2:0 и завоюва петата си титла.
Мачът обаче завършва с историческа загуба за Бразилия; в масивна демонстрация на доминация, Германия повежда с 5:0 в рамките на 29 минути, с 4 гола, отбелязани в разстояние на 6 минути, и впоследствие увеличва резултата до 7:0 през второто полувреме. Бразилия отбелязва гол чрез Оскар в последната минута и така срещата завършва 7:1. Германецът Тони Кроос е избран за играч на мача.
Двубоят отбеляза няколко турнирни рекорда. Победата на Германия бележи най-голямата победа на полуфинал на Световно първенство по футбол. В мача Германия изпреварва Бразилия като най-резултатния отбор в историята на турнира и става първият отбор, който достига осем финала на Световни първенства. Мирослав Клозе вкара своя 16-и гол в кариерата си на Световни първенства и изпревара бразилеца Роналдо като голмайстор за всички времена на турнира. Загубата на Бразилия прекъсва тяхната серия от 62 мача без загуба у дома в състезателни мачове, която датира от Копа Америка през 1975 г. (където те губят с 3:1 от Перу на същия стадион) и изравнява с тяхната най-голяма загуба с 6:0 от Уругвай през 1920 г. Това е и най-лошото поражение на Бразилия в мач на Световни първенства, като предишната им най-тежка загуба е с 0:3 от Франция на финала през 1998 г. на „Стад дьо Франс“ в Сен Дени, Париж.
Впоследствие мачът е определен като национално унижение и е наречен от международните медии „Минейрасо“ (Mineiraço), което напомня за „дух на национален срам“, известен като „Мараканасо“ (Maracanaço), в който Бразилия неочаквано губи във фактическия финал на Световното първенство по футбол през 1950 г. на родна земя от Уругвай. Бразилия впоследствие губи с 3:0 и мача за третото място от Нидерландия, а Германия печели четвъртата си световна титла, след като побеждава Аржентина на финала. Това отбелязва четвъртия триумф на Германия на Световни първенства, което ги подрежда на второ място след петкратния победител Бразилия.

## Предистория
Бразилия е домакин за втори път на световно първенство по футбол (след 1950) и държи рекорда с пет спечелени световни титли от предишните първенства. Германия към този момент е трикратен световен шампион, но не е печелила титлата в продължение на 24 години. Бразилия за първи път е на полуфинал от 2002 година насам, когато излиза победител и впоследствие печели турнира срещу Германия; докато Германия е на рекорден четвърти последователен полуфинал. Двата отбора влизат в турнира като едни от фаворитите за спечелването му. Германия заема втора позиция в класацията на ФИФА, а Бразилия – трета.
Пътят на Бразилия до полуфиналите включва групова фаза с отборите на Хърватия, Мексико и Камерун в група А. Бразилия излиза победител от групата със седем точки, преди да победи Чили на осминафиналите след изпълнение на дузпи, а след това и Колумбия на четвъртфиналите. Германия заема първо място в Група G с отборите на Португалия, Гана и САЩ, преди да побеи Алжир на осминафиналите (след продължения) и Франция на четвъртфиналите. Бразилия и Германия имат изиграни 21 предишни срещи, но техният единствен двубой на Световни първенства е финалът на Световното първенство по футбол 2002, който Бразилия печели с 2:0.
Бразилският защитник и капитан на отбора Тиаго Силва е с прекъснати права и не може да вземе участие в мача поради натрупване на жълти картони, въпреки жалба срещу спирането му от Бразилската футболна конфедерация. Нападателят Неймар е извън игра до края на турнира, след като получава фрактура на прешлен в четвъртфиналния двубой срещу Колумбия. Данте и Бернард правят дебют на турнира на местата на Тиаго Силва и Неймар. Съответно и Луис Густаво заменя Паулиньо в защитната халфова линия. Германия е с непроменен състав след четвъртфинала. Жулио Сезар и капитанът за този двубой Давид Луис отдават почит на Неймар държейки неговата фланелка по време на изпълнението на бразилския химн. Дори и с отсъствията, анализаторите очакват оспорван мач, имайки се предвид домакинството на Бразилия, което може да им даде предимство.

## Мачът
Двата отбора достигат полуфиналите непобедени в предишните мачове на турнира. Главен съдия на двубоя е мексиканският рефер Марко Родригес, който казва, че това ще бъде последният мач в неговата кариера.

### Първо полувреме
Отборите започват атакувайки. Бразилецът Марсело стреля в 3-та минута, а германецът Сами Кедира отправя удар в 7-ата минута, но е блокиран от съотборника си Тони Кроос. В 11-ата минута Германия отбелязва гол след първия си ъглов удар в срещата. Томас Мюлер остава непокрит от Давид Луис в наказателното поле и след центриране на Тони Кроос, Мюлер със страничен удар изпраща топката в мрежата. В следващите минути Бразилия се опитва да отговори моментално, но опитите за атаки постепенно спират. Филип Лам се справя отлично с Марсело в наказателното поле, като не му оставя никакви шансове. Вместо това в 23-тата минута Германия отбелязва отново, след като Кроос и Мюлер комбинират с Мирослав Клозе, който вкарва гол, въпреки че първоначалният му удар е спасен от вратаря Жулио Сезар. Това е шестнадесетият гол на Клозе на световни първенства, с което той изпреварва Роналдо при най-добрите реализатори в историята на турнира.
Голът на Клозе дава началото на вихрушка от голове. Кроос добавя още два гола с бърза последователност. В 24-тата минута той шутира от воле след пас на Филип Лам. Само няколко секунди по-късно, когато Бразилия стартира играта, Кроос отнема топката от Фернандиньо в собствената му половина и разменя пасове с Кедира, за да избегне бразилската защита, и това води до нов гол на Кроос, отбелязан отново с един удар едва 70 секунди след първия му гол. Самият Кедира вкара в 29-ата минута, след размяна на пасове с Месут Йозил. Всичките пет гола, отбелязани от Германия през първото полувреме, идват за по-малко от половин час, четири от тях за шест минути. Бразилия няма точен удар през първата част. Много бразилски поддръжници в публиката изпадат в състояние на шок и обляни в сълзи, като още през първата част на първото полувреме публиката демонстрира сериозно несъгласие с отбора на Бразилия. Резултатът провокира боеве в Минейрао, което принуждава военната полиция да изпрати специален отряд към стадиона.

### Второ полувреме
Бразилия прави бързи смени, Фернандиньо и Хълк за Паулиньо и Рамирес, а това довежда до повече заплахи пред германската врата. Влезлите играчи принуждават германския вратар Мануел Нойер да спаси изстрели на Оскар, Паулиньо и Фред. Въпреки това, до 60-ата минута Германия е близо да отбележи отново, а Жулио Сезар на два пъти спасява удари на Томас Мюлер. Следващият германски гол е отбелязан в 69-ата минута. Лам подава на влезлия като резерва Андре Шюрле, който е непокрит и засича странично топката от близко разстояние. В 79-ата минута отново Шюрле получава пас от Мюлер и с мощен удар отбелязва втория си гол с помощта на горната греда. В този момент резултатът е 7:0, а останалите домакински фенове започват да аплодират германците и да скандират при пасовете на Германия. В края на мача Йозил получава извеждащ пас, но пропуска шанса да вкара осми гол. Секунди по-късно Оскар се измъква и вкарва за крайното 7:1. Това обаче не е утеха, защото крайният резултат съвпада с най-лошата загуба на Бразилия (6:0 от Уругвай през 1920 г.), и прекъсва серия от 62 последователни домакински мача без загуба. Бразилските футболисти напускат терена в сълзи и хор от освирквания.
Тони Кроос е избран за играч на мача, с три удара, два гола, 93% точност при пасовете си, една асистенция и два създадени шанса.
Бразилският нападател Фред, който е сменен от Вилиан в 70-ата минута, получава особено враждебна реакция от родните фенове. Според „Опта Спортс“ Фред успява да направи един шпагат, да потича по време на мача и действително прекарва по-голямата част от времето си в притежание на топката в центъра на място, благодарение на шестте подновявания на играта.

### Детайли
| 8 юли 2014 г. 17:00 |

| Бразилия  | 1:7    | Германия                                                     |
| --------- | ------ | ------------------------------------------------------------ |
| Оскар 90' | Доклад | Мюлер 11' Клозе 23' Кроос 24', 26' Кедира 29' Шюрле 69', 79' |

| „Минейрао“, Бело Оризонте 58,141 зрители Съдия: Марко Родригес (Мексико) |

| Бразилия | Германия |

| ВР                  | 12 | Жулио Сезар    |  |     |
| З                   | 23 | Майкон         |  |     |
| З                   | 4  | Давид Луиш (к) |  |     |
| З                   | 13 | Данте          |  | 68' |
| З                   | 6  | Марсело        |  |     |
| ПЗ                  | 5  | Фернандиньо    |  | 46' |
| ПЗ                  | 17 | Луис Густаво   |  |     |
| Н                   | 7  | Хълк           |  | 46' |
| ПЗ                  | 11 | Оскар          |  |     |
| Н                   | 20 | Бернард        |  |     |
| Н                   | 9  | Фред           |  | 70' |
| Смени:              |    |                |  |     |
| ВР                  | 1  | Жеферсон       |  |     |
| З                   | 2  | Дани Алвеш     |  |     |
| ПЗ                  | 8  | Паулиньо       |  | 46' |
| З                   | 14 | Максуел        |  |     |
| З                   | 15 | Енрике         |  |     |
| ПЗ                  | 16 | Рамиреш        |  | 46' |
| ПЗ                  | 18 | Ернанес        |  |     |
| ПЗ                  | 19 | Вилиан         |  | 70' |
| Н                   | 21 | Жо             |  |     |
| ВР                  | 22 | Виктор Бажи    |  |     |
|                     |    |                |  |     |
| Мениджър:           |    |                |  |     |
| Луиш Фелипе Сколари |    |                |  |     |

| ВР          | 1  | Мануел Нойер        |  |     |
| З           | 16 | Филип Лам (к)       |  |     |
| З           | 20 | Жером Боатенг       |  |     |
| З           | 5  | Матс Хумелс         |  | 46' |
| З           | 4  | Бенедикт Хьоведес   |  |     |
| ПЗ          | 6  | Сами Кедира         |  | 76' |
| ПЗ          | 7  | Бастиан Швайнщайгер |  |     |
| Н           | 13 | Томас Мюлер         |  |     |
| Н           | 18 | Тони Кроос          |  |     |
| ПЗ          | 8  | Месут Йозил         |  |     |
| Н           | 11 | Мирослав Клозе      |  | 58' |
| Смени:      |    |                     |  |     |
| ВР          | 12 | Рон-Роберт Цилер    |  |     |
| З           | 2  | Кевин Гроскройц     |  |     |
| З           | 3  | Матиас Гинтер       |  |     |
| Н           | 9  | Андре Шюрле         |  | 58' |
| Н           | 10 | Лукас Подолски      |  |     |
| ПЗ          | 14 | Юлиан Дракслер      |  | 76' |
| З           | 15 | Ерик Дурм           |  |     |
| ПЗ          | 17 | Пер Мертесакер      |  | 46' |
| ПЗ          | 19 | Марио Гьоце         |  |     |
| ВР          | 22 | Роман Вайденфелер   |  |     |
| ПЗ          | 23 | Кристоф Крамер      |  |     |
|             |    |                     |  |     |
| Мениджър:   |    |                     |  |     |
| Йоаким Льов |    |                     |  |     |

| Играч на мача: Андре Шюрле (Германия) Асистент съдии: Марвин Торентера (Мексико) Маркос Куентеро (Мексико) Четвърти съдия: Марк Гайгър (САЩ) Пети съдия: Марк Хърд (САЩ) | Правила в срещата: - 90 минути. - 30 минути допълнително време, ако е необходимо. - Дузпи, ако резултатът все още е равен. - Дванадесет именувани смени. - По три смени най-много. |

### Статистика
| Статистика            | Бразилия | Германия |
| --------------------- | -------- | -------- |
| Голове                | 1        | 7        |
| Общо удари            | 18       | 14       |
| Удари във вратата     | 8        | 10       |
| Притежание на топката | 52%      | 48%      |
| Корнери               | 7        | 5        |
| Фалове                | 11       | 14       |
| Засади                | 3        | 0        |
| Спасявания            | 7        | 3        |
| Жълти картони         | 1        | 0        |
| Червени картони       | 0        | 0        |

## Рекорди
Резултатът от играта е най-голямата победа на полуфинал или финал на Световно първенство. Резултатът е и най-лошата загуба на страна домакин в историята на турнира, като разликата от шест гола е два пъти по-голяма от предишния такъв рекорд. В края на мача общо 167 гола са отбелязани на това Световно първенство, само с четири по-малко от Световното първенство по футбол 1998, където са отбелязани общо 171 гола. С 18 точни удара в двете врати в рамките на 90 минути мачът заема първа позиция по този показател на турнира. Това е и двубоят с най-бързите четири гола в историята на световните първенства. Германците ги отбелязват за шест минути (от 23-тата до 29-ата); през 1954 г. Австрия инкасира толкова попадения за 7 минути (от 25-ата до 32-рата) и през 1982 г. отборът на Унгария получава също за 7 минути 4 гола (от 67-ата до 76-ата). Германия изравнява рекорда за най-много отбелязани голове на страна домакин на световно първенство. Това е двубоят между Австрия и Швейцария, който завършва 7:5 на Световното първенство по футбол 1954. Германия също така изпреварва Бразилия и става единствената страна с отбелязани 223 гола на Световни първенства (Бразилия има 221 гола). Допреди този двубой и двата отбора имат по 7 финала на Световни първенства, като с победата си Германия става единствената страна с 8 финала.
Този резултат за Бразилия означава изравняване на най-лошата им загуба, заедно с тази от Уругвай с 0:6 от 1920 г., както и най-лошата домакинска загуба на страната. Тяхната предишна най-голяма домакинска загуба е с 1:5 от Аржентина в Рио де Жанейро през 1939 г. Загубата прекъсва рекорда на Бразилия от 62 последователни домакински мача без загуба, датиращ от 1975 г., когато Перу за последен път побеждава Бразилия у дома на турнира Копа Америка с 3:1. Този двубой също се играе на „Ещадио Минейрао“ в Бело Оризонте. Последния път, когато Бразилия губи полуфинал на Световно първенство, е през 1938 г. в драматичния двубой с Италия в Марсилия. В следващите шест пъти Бразилия излиза победител от полуфиналните двубои, като загубата от Нидерландия през 1974 г. не се взема предвид, тъй като тогава няма официални полуфинали. Бразилия няма до този момент допуснати 7 гола вкъщи, въпреки че веднъж получава 8 от Югославия при загубата с 4:8 в контрола на 3 юни 1934 г. Последният път, когато допускат най-малко 5 гола, е на Световното първенство по футбол 1938 при победата над Полша с 6:5; и най-малко 4 гола в загубата от Унгария с 2:4 на Световното първенство по футбол 1954. Предишната най-голяма загуба на Бразилия на Световно първенство е с 3:0 на финала на Световното първенство по футбол 1998 от домакина Франция. Изходът от двубоя маркира най-голямата загуба на Бразилия от Германия и задминава предишната такава с 2:0 в приятелска среща през 1986 г.
За Германия резултатът означава, че за четвърти пореден път страната се класира между трите най-добри отбора на турнира. Освен това, Германия става първата страна, която изиграва на осем финала. В срещата Германия поставя рекорд с дванадесет участия на полуфинали на Световни първенства. Германия е първият отбор, който вкарва седем гола на полуфинал в историята турнира. Последния път, когато отбор отбелязва шест гола на полуфинал, е Западна Германия през 1954 г. срещу Австрия, също както и в двата полуфинала на Световното първенство по футбол 1930. Това е най-голямата преднина, която Германия има на полувремето на своите предишни мачове на световни първенства, а това подобрява предишното им най-добро постижение, когато води на Саудитска Арабия с 4:0 на Световното първенство по футбол 2002. Мачът тогава завършва 8:0, а това е най-голямата победа на Германия в историята на турнира. Само два отбора дотогава инкасират по пет гола до почивката: Заир (срещу Югославия през 1974 г.) и Хаити (срещу Полша през 1974 г.). Със седемте гола, отбелязани в тази среща за 79 минути, Германия изпреварва цели 28 страни, които в своите предишни участия не успяват да вкарат толкова голове на световни първенства по футбол.
Германецът Мирослав Клозе изравнява постижението на бразилеца Кафу с общо 16 победи в историята на турнира. Клозе изиграва 23-тия си мач на световни първенства и изравнява Паоло Малдини на второто място (единствено Лотар Матеус има 25 мача). Мирослав Клозе има обаче повече двубои в директните елиминации от Кафу и Матеус – 13, и е единственият играч с участия на 4 полуфинала на Световни първенства (Уве Зеелер има 3). В мача той счупва рекорда за най-много отбелязани гола – 16 – в историята на световните първенства и изпреварва бразилеца Роналдо, който има 15. Роналдо е част от организацията на стадиона като коментатор. Томас Мюлер отбелязва гол номер 2000 за Германия в международни футболни срещи. Мюлер става третият футболист в историята, който отбелязва 5 или повече гола на две различни световни първенства (след Клозе и Теофило Кубиляс) и вторият играч, който отбелязва 5 или повече гола на 2 поредни световни първенства (след Клозе). Двата гола през първото полувреме на Тони Кроос, отбелязани за 69 секунди, го превръщат във футболиста с най-бързите два гола в историята на турнира. Това е и петият път, в който Германия побеждава страната домакин на турнира, след Чили през 1962 г., Испания през 1982 г., Мексико през 1986 г. и Южна Корея през 2002 г. (този последен също на полуфинал).

## Реакции

### Професионални
Съгласно докладите, след като Германия отбелязва седмия си гол, Неймар, който гледа мача по телевизията, изключва телевизора и отива да играе покер. Треньорът на Бразилия Луиш Фелипе Сколари казва, че резултатът е „най-лошата загуба на бразилския национален отбор по футбол някога“ и поема цялата отговорност за поражението. Той нарича загубата „най-лошият ден в живота ми“. Сколари напуска поста старши треньор на Бразилия след турнира. Капитанът Давид Луис и вратарят Жулио Сезар се извиняват на бразилския народ. Фред, който е освиркван от бразилските фенове по време на мача, казва, че загубата е най-лошата за него, както и в кариерата на неговите съотборници. По-късно той заявява, че се отказва от националния отбор след турнира. Възстановявайки се от травмата, Неймар изразява подкрепа към съотборниците си, въпреки резултата от 7:1 той казва, че е горд да бъде част от този отбор.
По време на мача германският отбор осъзнава, че това, което се случва, не е нормално футболно събитие. В изявление след срещата Матс Хумелс заявява, че германският отбор решава да не унижава бразилските футболисти по време на втората част и след мача.
Съответно германците се радват при отбелязването на головете, но не скачат от радост. Треньорът Йоаким Льов заявява, че неговият отбор има „ясен упорит игрови план“ и тъй като разбират, че бразилските играчи са „пренавити“ се възползват от нервността им, Льов нарича германските играчи „изключително готини“. Тони Кроос, който е избран за играч на мача, добавя, че отборът влиза тактически подготвен и знае как да се противопостави на Бразилия – „взехме всички топки и реализирахме головете си.“ Йоаким Льов също декларира, че отборът му не е в еуфория по време и след мача, като знаят, че победата със 7:1 не означава нищо преди финала и казва „Бяхме щастливи, но все още имахме работа за вършене.“
След мача германските играчи и треньори се опитват да утешат бразилците. Льов заедно с Пер Мертесакер и Филип Лам дори сравняват ситуацията с бразилския отбор с болезнената домакинска загуба на Германия на Световното първенство по футбол 2006, където те отстъпват на полуфиналите. Лам добавя в интервю след турнира, че се чувства „много притеснен“ по време на двубоя и „като цяло не в еуфория“ предвид грешките на бразилския отбор, които „обикновено не се случват на такова ниво“, а Мертесакер отбелязва, че въпреки изявите на Германия на върха на възможностите им „дори от скамейката (полуфиналът) е луд за гледане.“. Кроос изразява мнение, че въпреки че Бразилия има добри футболисти, „те не успяха да покажат най-доброто си представяне“ поради целия външен натиск, и изразява вяра във „връщането им с добър отбор“. Льов наблюдава непосредствено след мача, че бразилският народ ръкопляска на тима му. По-късно бразилският вестник „О Глобо“ изказва благодарност за жестовете на германските играчи и ги наричай „световни шампиони по съчувствие“.
Бразилската футболна икона Пеле отбелязва в „Туитър“: „Винаги съм казвал, че футболът е кутия с изненади. Никой на този свят не е очаквал този резултат“, продължавайки с „(Бразилия) ще се опита да спечели шестата титла в Русия. Поздравления за Германия.“ Капитанът на Бразилия Карлос Алберто Торес, когато отборът печели световната титла през 1970 г. казва, че страната губи поради „чувството, че ние вече сме спечелили.“ Той добавя: „Германия играе, както аз исках да видя Бразилия, а тактиката на Сколари за този мач е самоубийство.“ Треньорът на Аржентина Алехандро Сабея се опитва да обясни загубата на Бразилия: „футболът е нелогичен“. В контраст, прочутият аржентински нападател Диего Марадона е забелязан да пее подигравателна песен за бразилското поражение.

### В обществото
В Германия отразяването на мача по „Цет Де Еф“ поставя рекорд за най-гледаното някога в страната телевизионно предаване с 32,570 милиона зрители (87,8% от всички зрители) и подобрява предишния рекорд от полуфинала на Световното първенство по футбол 2010 срещу Испания. От друга страна, въпреки седмичния скок в рейтинга по време на излъчването на двубоя по „ТВ Глобо“, се отчита спад в зрителите след всеки германски гол.
Мачът е най-дискутираната някога спортна тема в „Туитър“ с 35,6 милиона туита, повече от Супербоул с 24,9 милиона туита по време на играта. Докато първите поощрителни хаштагове като „#Моли се за Бразилия“ са чести, след като Германия повежда на Бразилия с 5:0, бразилските потребители, разочаровани от развоя на мача, започват да обсъждат хумористично ситуацията и сравняват головете на Германия с колата Фолксваген Гол, или че бразилският отбор изглежда съставен от единадесет футболисти като Фред. Други потребители на „Туитър“ сравняват доминацията на Германия с военните усилия на страната през Втората световна война и Холокоста и наричат срещата „Голокост“. Бънк Моктар Радин, член на парламента на Малайзия, попада под острите критики на малайзийската общественост и на германския посланик Холгер Михаил за публикуването на такъв коментар. Президентът на Бразилия Дилма Русев заявява в „Туитър“ след мача: „Както всички бразилци, и аз съм дълбоко натъжена от нашата загуба“. Популярен сайт за споделяне на порнографски видео материали поисква от своите потребители да спрат качването на видео кадри от играта в сайта, след като няколко такива клипа са качени със заглавия, показващи сексуален акт с участието на бразилците, контролирани от германците. „Порнхъб“ отправя молба да спре качването на акцентни видеоклипове от мача под заглавия като „Млади бразилци биват прецакани от целия германски футболен отбор“.
Президентът на Бразилия Дилма Русеф заявява в „Туитър“ след мача, че „като всички бразилци, аз съм дълбоко натъжена от загубата ни“. Говорителят на израелското министерство на външните работи Игал Палмор споменава мача, когато се противопоставя на твърдението на Бразилия, че страната му използва непропорционална сила в конфликта в Газа, като каза: „Това не е футбол. Във футбола, когато мачът завърши наравно, си мислиш пропорционален е, но когато завърши 7:1 е непропорционален.“
Поради натиска от страна на бразилците към отбора да спечели световната титла и последвалият шок от загубата, медиите и ФИФА наричат играта „Минейразо“, което означава „Ударът от Минейрао“, който напомня на „Мараканазо“, когато Бразилия губи световната титла у дома на Световното първенство по футбол 1950 в последния двубой с Уругвай на де факто финала. Дъщерята на вратаря Моасир Барбоса, който става изкупителна жертва за поражението през 1950 г. казва, че загубата е достатъчна да изкупи завещаната вина на баща ѝ. Уругвайският нападател Алсидес Гиджа – автор тогава на победния гол на „Ещадио Маракана“ казва, че и двата мача са драматични, но не могат да бъдат сравнявани, тъй като двубоят от 1950 г. е много по-рисков. След мача германските фенове са ескортирани извън стадиона от полицията, за да се предотвратят възможни бунтове. Наблюдатели отбелязват, че германските фенове показват уважение към загубилите домакини, а аржентинските фенове празнуват елиминацията на Бразилия.
Има сведения за масов обир на фен парти в Рио де Жанейро и на фенове, които палят бразилското знаме по улиците на Сао Пауло, дори преди мачът да свърши. Няколко автобуса са запалени в Сао Пауло и са обрани няколко магазина за електротехника.

### В медиите
Бразилските вестници посрещат резултата със заглавия като „Най-големият срам в историята“ (Lance!), „Историческо унижение“ (Folha de S.Paulo) и „Бразилия е заклана“ (O Globo). Германският вестник „Билд“ излиза със заглавието „7:1 Лудница“ към „Мълниеносният германски отбор“. Френският L'Équipe пише просто „Катастрофата“. Пишещият за „Скай Спортс“ Матю Стангър описва играта като „върховен срам“, докато Мигел Делани от ESPN определя двубоя като „Минейрасо“, термин изобретен за събитието в Южна Америка от испаноезичната преса. В българската преса и онлайн издания преобладават гръмки заглавия и коментари. Едуард Папазян пише статия за вестник „24 часа“ със заглавие „Германия - Бразия 7:1. Срам като за световно“ и добавя, че „Минейрасо“ е „новата дума, която утре ще бъде въведена в онлайн речника на БАН - Бразилската академия на науките...“, „Със 7:1 Германия написа най-срамната страница в историята на бразилския футбол“ („Би Ти Ви“), „Германия заби исторически шамар на Бразилия – 7:1“ („Медиапул“). Уебсайтът „Гонг“ излиза със заглавие „Германия нанесе исторически позор за Бразилия за финал“ към „Германия изглеждаше като единствения отбор на терена, който знаеше как се играе футбол“ и „Безумната защита на Бразилия не знаеше какво се случва, като част от бранителите на домакините изобщо не присъстваха в наказателното си поле по време на головете.“
Бърни Роней от „Гардиан“ го описва като „най-голямото унижение и загуба на страна домакин на Световно първенство“, и Джо Калахан от „Индипендънт“ описва срещата като „най-тъмната нощ в бразилската футболна история.“ Уае Дейвис, кореспондент на „Би Би Си“ в Рио де Жанейро, казва, че реакциите на бразилските фенове са „колективно чувство на шок, срам и национално унижение, което цяла Бразилия е невъзможно да игнорира.“ Спортният журналист от Южна Америка Тим Викъри постулира, че резултатът може да бъде катализатор за свръх реформата на бразилския клубен футбол, в който по негово мнение са станали самодоволни в сравнение с други страни и почиват на лаврите на историята на успеха на националния отбор. По думите му това е шансът на Бразилия да „възвърне част от своята историческа идентичност и да я преструктурира в модерна.“ Доклади го сравняват много с „Мараканасо“, което струва на Бразилия световната титла през 1950 г. Бразилските медии дори мислят, че поражението изкупва вината на отбора, който губи световната титла през 1950 г.
Анализаторите деконструират всички тактически и технически недостатъци, които довеждат до взривяващия резултат. Сколари все още разчита на отбора, който печели Купата на конфедерациите на ФИФА през 2013 г., въпреки че много играчи преминават през „сухи“ периоди и повечето от тях нямат опит на Световни първенства. Неймар е толкова фокусна точка, че отборът почти не тренира никакви формации без него. В негово отсъствие Сколари заменя Неймар с Бернард, за да запази атакуващата традиция на бразилския футбол, вместо „логичното обаждане“, [което] със сигурност да привлече допълнителен полузащитник срещу германците. Помощник-треньорите дори подкрепят привличането на по-отбранително настроените Рамирес и Вилиан. По този начин Фернандиньо и Луис Густаво са победени от германското халфово трио Тони Кроос, Сами Кедира и Бастиан Швайнщайгер. Защитата, която вече е поставена под въпрос в предишни мачове се срива, тъй като Данте се оказва неадекватен заместител на наказания Силва, докато Давид Луис прави нехарактерни грешки по време на полуфинала. Други грешки включват настройване на Марсело за по-атакуващ стил на игра, натоварване на Густаво да покрива Марсело в защита и Фред, често смятан за тактически нападател, в ролята на голмайстор, където той е неефективен. През 2015 г. бившият бразилски вратар и световен шампион от 1994 г. Клаудио Тафарел казва, че „Бразилия не може да забрави германската градушка“.

## Последици
В резултат на елиминирането си на полуфиналите, Бразилия играе в мача за третото място на Националения стадион „Мане Гаринча“ в Бразилия и така и не успява да играе на своя основен стадион „Маракана“ в Рио де Жанейро за целия турнир, въпреки че е домакини. Бразилия завършва четвърта, след като е победена с 3:0 от Нидерландия на 12 юли, където два от трите гола са допуснати в първите 17 минути. Поражението означава, че те допускат общо 14 гола в турнира – най-много от всеки един турнир, на който страната е участвала дотогава. Също така Бразилия е страната домакин, която е допуснала най-много голове на един шампионат и отборът, който допуска толкова голове от Световното първенство по футбол 1986 насам, когато Белгия инкасира петнадесет гола във вратата си. Германия продължава и печели Световното първенство за четвърти път и за първи след обединението на страната, като побеждава Аржентина с 1:0 след продължения на финала на 13 юли. Германия има подкрепата на трибуните, въпреки че е елиминирала домакините, предвид дългогодишното съперничество с техните съседи от Аржентина.
Двете поредни загуби, първите поредни домакински поражения на Бразилия от 1940 г. довеждат до оставката на треньора Луиш Фелипе Сколари на 15 юли. Две седмици по-късно Бразилската футболна федерация връща обратно Дунга на поста старши треньор на националния отбор. Той вече е бил треньор на отбора в периода 2006 до 2010 г., когато е уволнен след загубата от Нидерландия с 2:1 на четвъртфиналите на Световното първенство по футбол 2010. Той обаче е уволнен за втори път, след като Бразилия отпада в груповата фаза на Копа Америка Сентенарио в Съединените американски щати две години по-късно. До ноември 2016 г. Националният отбор на Бразилия не изиграва нито един мач на стадион „Минейрао“ в Бело Оризонте, преди да победи Аржентина с 3:0 в квалификация за Световното първенство.
Следващата среща на Бразилия и Германия на голям турнир е две години по-късно, когато техните отбори до 23 години се изправят един срещу друг в мача за златния медал на турнира за мъже на Летните олимпийски игри през 2016 г. на „Маракана“, тъй като Рио де Жанейро е домакин на игрите. И двамата треньори на противника – Рожерио Микале за Бразилия и Хорст Хрубеш за Германия – омаловажават факта, че мачът за златния медал е реванш от полуфинала на Световната купа, но някои фенове гледат на олимпийския финал като на шанс за отмъщение и изкупление. Бразилия печели с 5:4 с дузпи, за да спечели първия си златен олимпийски футболен медал, след като мачът завършва 1:1 в редовното време и продълженията, а Неймар вкарва победната дузпа. Следващият път, когато Бразилия и Германия отново се изправят един срещу друг след Световното първенство през 2014 г., е приятелски мач на „Олимпийския стадион“ в Берлин през март 2018 г.; Бразилия печели с 1:0 след гол на Габриел Жезус през първото полувреме.
В Бразилия резултатът „7:1“ (на португалски: sete a um) се превръща в метафора за опустошително и съкрушително поражение, докато „Гол за Германия“ (на португалски: gol da Alemanha) се използва като възклицание след злополука.